# Oslava (Dolní Heřmanice)

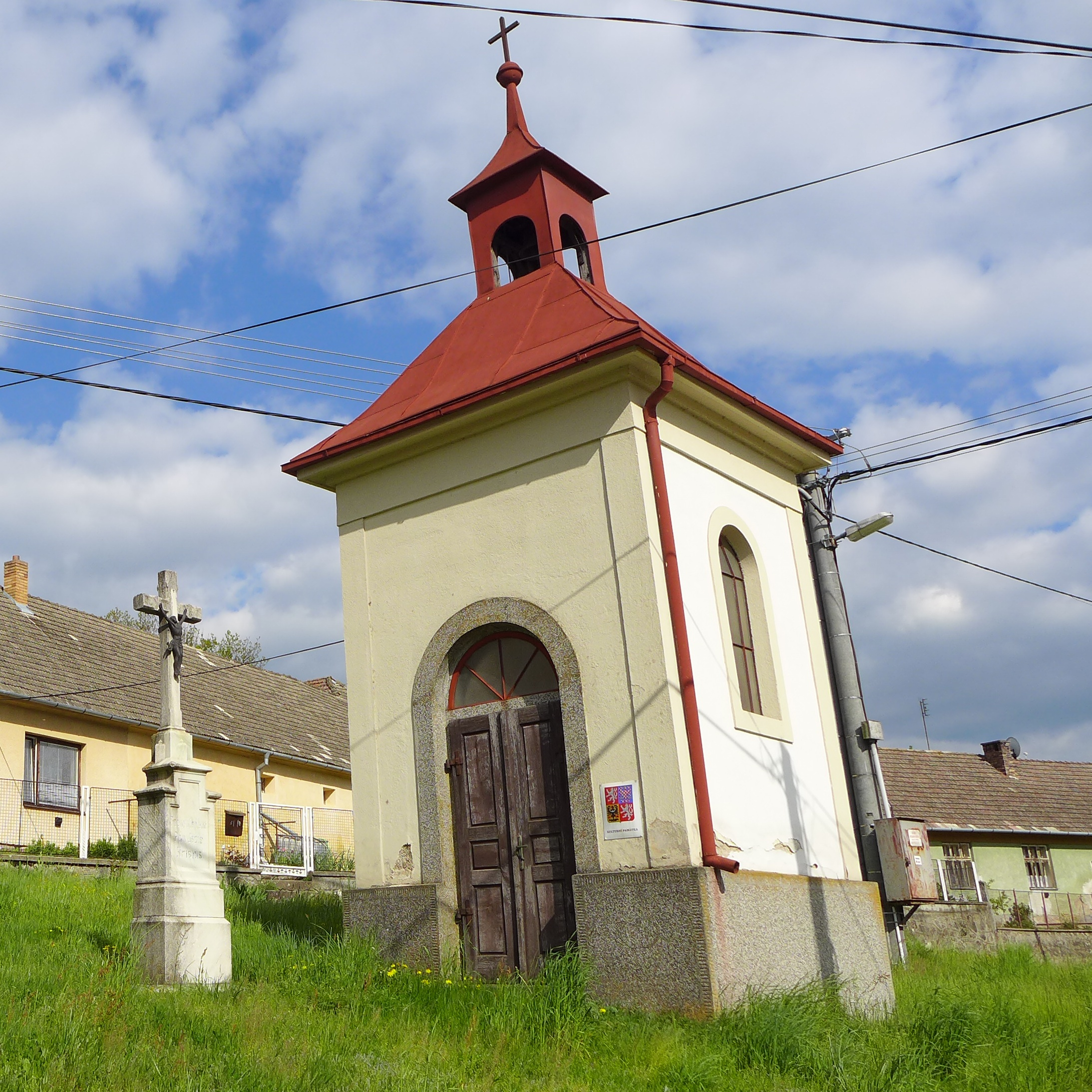
Kapelle

Oslava (deutsch Oslau) ist ein Ortsteil der Gemeinde Dolní Heřmanice in Tschechien. Er liegt neun Kilometer südöstlich von Velké Meziříčí und gehört zum Okres Žďár nad Sázavou.

## Geographie
Oslava befindet sich in der Křižanovská vrchovina (Krischanauer Bergland) im Süden der Böhmisch-Mährischen Höhe. Das Dorf liegt an der Einmündung des Baches Kundelovský potok im Tal des gleichnamigen Flusses. Im Süden erhebt sich der Roušův kopec (Hirschberg, 463 m n.m.), nordwestlich die Studnická strážnice (510 m n.m.) und die Klenůvka (518 m n.m.). Gegen Südosten befinden sich die Reste der Burg Dub.
Nachbarorte sind Dolní Heřmanice im Norden, Dvořáci im Nordosten, Pánský Mlýn und Tasov im Osten, Holomkův Mlýn, Čikov und Vaneč im Südosten, Kamenná im Süden, Klementice im Südwesten, Kundelov und Studnice im Westen sowie Řihákův Mlýn, Rohy und Eliášova Myslivna im Nordwesten.

## Geschichte
Die erste Erwähnung des zur Herrschaft Tassau gehörigen Dorfes Oslava erfolgte 1349, als der Olmützer Domherr Johann von Tassau vor einer Pilgerreise nach Rom seinen Anteil der Herrschaft an seine Schwester Anna von Konitz und den Neffen Wenzel von Myslibořice schenkte. Davon ausgenommen war die seiner Frau Elisabeth von Pirkstein gehörige Morgengabe auf Heřmanice und Oslava, die ihr Heiratsgut in Oslava 1354 ihrer Mutter Jitka und ihrem Bruder Johann von Slup schenkte. Im Jahre 1365 gehörte Oslava zum Gut Radostin. 1366 teilte und verkaufte die Witwe Anna von Konitz zusammen mit ihren Söhnen Johann und Sulik das Gut Radostin; die Burg Tassenberg mit einem Teil des Marktes Tassau, Wäldern und dem Dorf Oslava erhielt Johann von Meziříčí auf Velké Meziříčí. 1386 wurde erstmals ein Freihof in Oslava erwähnt, den Johann von Meziříčí der Offka von Gynossow landtäflich versicherte. Ab 1447 war der Freihof im Besitz des Andreas von Gemnička auf Tassau. 1489 erwarb Johann von Lomnitz von Ernst von Gemnička neben dessen Anteilen an Tassau auch das Dorf Oslau mit einem Hof und einer Mühle, wodurch Oslau Teil der Herrschaft Meziříčí wurde. Im Jahre 1534 verkauften Zdeněk Meziříčký von Lomnitz und dessen Geschwister ihren Anteil der Herrschaft Meziříčí inkl. Oslau an Johann von Pernstein, der zwei Jahre zuvor bereits den Anteil des Heinrich von Lomnitz erworben hatte. Jaroslav von Pernstein und seine Brüder veräußerten 1550 das Gut Tassau mit den Dörfern Oslau und Kamena und der wüsten Burg Duby an Katharina von Sternberg, die ihren Mann Georg Mrakeš von Noskow darauf in Gemeinschaft nahm. Dieser vereinigte 1560 das Gut Tassau mit seiner Herrschaft Budischau und verkaufte dieselbe dem Jan Martinkovský von Roseč.
Im Jahre 1842 bestand das im Iglauer Kreis im Oslawatal gelegene Dorf Oslau bzw. Oslawa aus 18 Häusern, in denen 115 Personen lebten. Wegen der grasreichen Wiesen am Fluss galten die Bewohner als wohlhabend. Oberhalb des Dorfes lag ein schlösselartiger herrschaftlicher Hof, der dem Revierförster als Wohnsitz diente. Pfarrort war Tassau. Bis zur Mitte des 19. Jahrhunderts blieb Oslau der Allodialherrschaft Budischau untertänig.
Nach der Aufhebung der Patrimonialherrschaften bildete Oslava / Oslau ab 1849 einen Ortsteil der Marktgemeinde Tasov im Gerichtsbezirk Groß Meseritsch. Ab 1869 gehörte Oslava zum Bezirk Groß Meseritsch. Zu dieser Zeit hatte das Dorf 111 Einwohner und bestand aus 18 Häusern. Im Jahre 1900 lebten in Oslava 120 Personen; 1910 waren es 115. Beim Zensus von 1921 lebten in den 22 Häusern des Dorfes 113 Personen, davon 112 Tschechen. Im Jahre 1930 bestand Oslava aus 24 Häusern und hatte 124 Einwohner. Zwischen 1939 und 1945 gehörte Oslava / Oslau zum Protektorat Böhmen und Mähren. Im Jahre 1950 hatte Oslava 89 Einwohner. Zum 1. Januar 1960 erfolgte die Umgemeindung nach Dolní Heřmanice. Im Zuge der Gebietsreform und der Aufhebung des Okres Velké Meziříčí wurde Oslava am 1. Juli 1960 dem Okres Žďár nad Sázavou zugewiesen. Zum 1. Juli 1980 wurde Oslava nach Velké Meziříčí eingemeindet, seit Anfang 1992 gehört das Dorf wieder zu Gemeinde Dolní Heřmanice. Beim Zensus von 2001 lebten in den 22 Häusern von Oslava 59 Personen.

## Ortsgliederung
Der Ortsteil Oslava bildet einen Katastralbezirk.

## Sehenswürdigkeiten
- Kapelle, errichtet im 19. Jahrhundert
- Steinernes Kreuz vor der Kapelle
- Oslauer Hof
- Reste der Burg Dub (Tassenberg), östlich des Dorfes auf einem Felssporn über der Oslava